# Juana Brava
Juana Brava, Políticamente Incorrecta es una serie de televisión producida y emitida por TVN durante el segundo semestre del 2015, por mucho tiempo tuvo el nombre de “La alcaldesa” e iba a ser exhibida por Mega tras adjudicarse $379.092.972 de los fondos del Consejo Nacional de Televisión el 2013. La producción se desarrolla en el pueblo ficticio de San Fermín, el que está inspirado en Tiltil y se centra en el abuso de poder y en la lucha de una mujer sencilla por cambiar un complejo sistema manejado por entes de gran poder, muestra conflictos ciudadanos, problemas sociales, corrupción y la lucha de los derechos.
Tras varios cambios de nombres antes de su estreno, primero fue La Alcaldesa y luego Lucha de Gigantes, se optó finalmente por Juana Brava. La serie fue estrenada el 4 de octubre de 2015.

## Argumento
Juana Bravo (Elisa Zulueta), es esa mujer de 33 años, la que después de 15 años en la capital, se ve obligada a regresar a su pueblo natal, el ficticio San Fermín, donde su padre (Alejandro Trejo) es el alcalde. Al volver se da cuenta de que las cosas no están funcionando debidamente, el pueblo se ha convertido en una comuna donde vienen a parar los vertederos, las cárceles y las industrias contaminantes que nadie quiere en su vecindario, tras descubrir las irregularidades, se enfrenta a un sistema corrupto situación que se toma de manera personal. Trabaja duro para demostrar que se la puede y consigue el apoyo de los que viven en el pueblo, es una mujer idealista, algo impulsiva, que cree poder doblegar al sistema que impera, pero en su lucha descuida a sus hijos, lo que provoca un cambio en Diego (Lucas Balmaceda) de 16 años, quien pasa de ser ingenuo y solitario a rebelde y contestatario.

## Elenco
- Elisa Zulueta como  Juana Bravo.
- Alejandro Trejo como Ambrosio Bravo.
- Lux Pascal como Diego Bravo Bravo.
- Gastón Salgado como Fidel Carmona.
- Emilia Noguera como Paula "Poli" Montejo.
- Daniel Guillón como Tomás.
- Nelson Brodt como José "Pepe" Gallardo.
- Paulina Urrutia como Hilda Salgado.
- Willy Semler como Bernardo Maureira.
- Andrés Skoknic como Darío Alcázar.
- Mauricio Diócares como Jimmy.
- Eyal Meyer como Esteban Quiroz.
- Santiago Tupper como Gregorio Mancilla.
- Daniela Palavecino como Marisol Tapia.
- Ángela Lineros como "La Negra".
- Jaime Milla como Dylan.
- Gonzalo Araya como Alexis.
- Leonardo Bertolini como Pito.
- Estrella Ortiz como Victoria "Vicky" Leiva.
- Aldo Bernales como Carlos.
- Mateo Iribarren como Mayor Toro.

### Participaciones Especiales
- Daniel Muñoz como Charles.
- Emilio Edwards como "El Turco".
- Alison Mandel como Isidora.
- Luz María Yacometti como Albinia.
- Ernesto Gutiérrez como Jara.
- Pelusa Troncoso como María, abuela de Victoria.
- Marcelo Maldonado como Rodrigo Núñez.
- Nicolás de Terán como Ronaldo.
- Max Corvalán como José.
- Patricia Velasco como Marcela "Chelita" de Maureira.
- Cristián Gajardo como Rubén.
- Gabriela Arancibia como Maraya.
- Rodrigo Lisboa como "El Gato".
- Benjamín Hidalgo como Carlanga.
- Rafael Ahumada como Don Pancho.
- Ariel Mateluna como Ramiro.
- Patricia Pacheco como "Maria Alejandra".
- Paulina Eguiluz como Luisa.
- Gilda Maureira como Doña Humilde.
- Macarena Gajardo como Silvia de Mancilla.
- Cristián Gajardo como Cabo Cáceres.
- Agustín Moya como Nibaldo.
- Elvis Fuentes como Nicolás Islas.
- Ramón González
- Natalia Aragonese como Leo, madre de Victoria.
- Catherine Mazoyer como Periodista 24 Horas.
- Eduardo Cumar como Señor Lozano.
- Mónica Pérez (Cameo).

## Premios y nominaciones
| 2015 | Copihue de Oro   |                          |                         |          |
| 2015 | Copihue de Oro   | Mejor serie o teleserie  | Mejor serie o teleserie | Nominada |
| 2015 | Copihue de Oro   | Mejor actriz             | Elisa Zulueta           | Nominada |
| 2016 | Premios Caleuche |                          |                         |          |
| 2016 | Premios Caleuche | Mejor actriz protagónica | Elisa Zulueta           | Nominada |
| 2016 | Premios Caleuche | Mejor actor de reparto   | Nelson Brodt            | Nominado |